# Alberto Ullastres
Alberto Ullastres Calvo (Madrid, 15 de enero de 1914-ibídem, 15 de noviembre de 2001) fue un economista y político español, ministro de Comercio y primer representante de España ante las Comunidades Europeas durante el franquismo.

## Biografía
Estudió Derecho y Profesorado Mercantil en la Universidad Complutense de Madrid, donde, como estudiante, llegó a ser directivo de las Juventudes del partido confesional católico Acción Nacional. Durante la guerra civil española se alistó como alférez provisional en el Arma de Ingenieros del bando nacional, actuando en los frentes de Asturias, Aragón, Levante y en la 83 División del Cuerpo de ejército de Galicia mostrando arrojo y valor, como demuestran las condecoraciones que obtuvo: la Medalla de la Campaña, la Cruz Roja del Mérito Militar, la Cruz Guerrera, la Medalla del Asedio de Oviedo y citaciones como distinguido en el orden del día durante la batalla de Nules (1938).

### El profesor universitario
Después de la guerra civil española alcanzó el grado de doctor en Derecho por la Universidad de Madrid con una tesis sobre Las ideas económicas de Juan de Mariana, defendida el 2 de junio de 1944. Catedrático de Economía Política y Hacienda Pública desde 1948, y más adelante, de Historia Económica en la Facultad de Ciencias Políticas y Económicas de la Universidad Complutense de Madrid. Formó parte del consejo de redacción de la Revista de Economía Política del Instituto de Estudios Políticos español.

### El ministro de Comercio
Católico de creencias profundas (pertenecía al Opus Dei desde 1940), fue ministro de Comercio desde el 25 de febrero de 1957 al 7 de julio de 1965, en el octavo y noveno gobierno del general Francisco Franco Bahamonde. En 1959, junto con Mariano Navarro Rubio, llevó a cabo el Plan Nacional de Estabilización Económica, que ha sido calificado como el conjunto más coherente de medidas de política económica nacional de las últimas décadas. Sus resultados a partir de 1961 fueron muy positivos: según Juan Sardá, catedrático de la Universidad de Barcelona, sus acciones produjeron efectos inmediatos y espectaculares para sacar a España de su autarquismo y dieron a Ullastres gran prestigio. El Plan supuso el tránsito de la autarquía económica a la liberación e internacionalización de la economía española. Fue el primer titular de Comercio que entabló relaciones con el Mercado Común Europeo. Durante su mandato, España ingresó en el Fondo Monetario Internacional, en el GATT, en el Banco Mundial y en la Organización Europea para la Cooperación Económica, OECE (hoy, la Organización para la Cooperación y el Desarrollo Económico).

### El embajador en Europa
En 1964 fue nombrado embajador de España ante las Comunidades Europeas (el Mercado Común, la Comunidad Europea de la Energía Atómica y la Comunidad Europea del Carbón y del Acero), donde se mantuvo hasta 1976. Tras complejísimas negociaciones logró el Acuerdo Económico Preferencial entre el Estado Español y la CEE de 1970, del que Enrique Fuentes Quintana señaló en alguna ocasión, con frase coloquial bien expresiva, que gracias al Acuerdo Preferencial, España entró en Europa, mientras que después del Acta de Adhesión de España a las Comunidades Europeas de 1985, Europa entró en España.
El 7 de noviembre de 1973 un comando de ETA lo intentó secuestrar en su vivienda de Bruselas, pero el cambio casual de su rutina habitual y la reacción de una empleada, frustraron la operación, que coincidía con un motín de los sacerdotes vascos encarcelados en la prisión de Zamora.
A partir de 1977 fue promotor y director de los Cursos sobre la Unión Europea organizados por la Secretaría de Estado para la Unión Europea del Ministerio de Asuntos Exteriores, a través de la Escuela Diplomática, en los cuales se han formado en temas europeos numerosos diplomáticos y otros expertos.

### Actividad privada
Desde 1986, Alberto Ullastres Calvo se dedicó a la actividad privada, desempeñando la función de "Defensor del cliente" del Banco de Bilbao. Tras la fusión del Bilbao con el Banco de Vizcaya en 1988, continuó ocupando el mismo cargo en la nueva entidad hasta 1995.
Fue un estudioso de las doctrinas económicas de la Escuela de Salamanca de los siglos XVI y XVII, y en particular de Juan de Mariana (en su tesis estudió la teoría sobre la mutación monetaria del Padre Mariana), y de Martín de Azpilcueta (con José Manuel Pérez-Prendes y Luciano Pereña hizo una edición y texto crítico de su Comentario resolutorio de cambios).

## Obras
Publicó sus Apuntes de historia económica universal (1945) como parte de su obra docente, y Política comercial española (1963) y participó en el libro colectivo Acceso al mercado común (1976). Tradujo al castellano El florecimiento del capitalismo y otros ensayos de historia económica (1948) de Earl Jefferson Hamilton.